# Trias muộn
| Hệ/ Kỷ                                | Thống/ Thế | Bậc / Kỳ    | Tuổi (Ma) | Tuổi (Ma) |
| ------------------------------------- | ---------- | ----------- | --------- | --------- |
| Jura                                  | Dưới/Sớm   | Hettange    | trẻ hơn   | trẻ hơn   |
| Trias                                 | Trên/Muộn  | Rhaetia     | 201.3     | ~208.5    |
| Trias                                 | Trên/Muộn  | Noria       | ~208.5    | ~227      |
| Trias                                 | Trên/Muộn  | Carnia      | ~227      | ~237      |
| Trias                                 | Giữa       | Ladinia     | ~237      | ~242      |
| Trias                                 | Giữa       | Anisia      | ~242      | 247.2     |
| Trias                                 | Dưới/Sớm   | Olenek      | 247.2     | 251.2     |
| Trias                                 | Dưới/Sớm   | Indu        | 251.2     | 251.902   |
| Permi                                 | Lạc Bình   | Trường Hưng | già hơn   | già hơn   |
| Phân chia Kỷ Trias theo ICS năm 2020. |            |             |           |           |

Trias muộn là thế cuối cùng trong 3 thế của kỷ Tam Điệp trong thang thời gian địa chất. Sự kiện tuyệt chủng Trias-Jura bắt đầu trong thế này và là một trong năm sự kiện tuyệt chủng hàng loạt lớn của Trái Đất. Tương ứng thống địa tầng được gọi là Trias thượng trong thang phân vị địa tầng. Ở châu Âu, thế này được gọi là Keuper, theo tên một nhóm thạch địa tầng của Đức có tuổi gần tương ứng. 
Thế Trias muộn kéo dài trong khoảng thời gian từ 237 Ma đến 201,3 Ma (Ma: Megaannum, triệu năm trước). Thế đứng kế tiếp thế Trias giữa, và theo sau là kỷ Jura.
Thế Trias muộn được chia thành các kỳ Carnia, Noria và Rhaetia.
Nhiều loài khủng long đầu tiên tiến hóa trong kỷ Trias muộn, bao gồm cả Plateosaurus, Coelophysis và Eoraptor.